# 인천신대초등학교
인천신대초등학교는 대한민국 인천광역시 계양구 용종동에 있는 공립 초등학교이다.

## 학교 연혁
| 1997년 | 5월 16일  | 인천신대초등학교 설립 인가                           |
| 1998년 | 3월 1일   | 초대 안복치 교장 부임                                |
| 1998년 | 3월 1일   | 전학년 33학급 편성 개교 (남831명, 여745명 계1,576명) |
| 1998년 | 4월 8일   | 어학실 설치 (55석)                                   |
| 1998년 | 5월 18일  | 컴퓨터실 설치 개강                                   |
| 1998년 | 5월 30일  | 체육시설 및 놀이기구 설치(6종)                       |
| 1998년 | 6월 8일   | 학교급식 시행 1,601명(전교생)                        |
| 1999년 | 2월 13일  | 제1회 졸업식(남108, 여102, 계 210명)                 |
| 1999년 | 8월 16일  | 교실 9개실 증축                                      |
| 1999년 | 9월 14일  | 전후관(3, 4층) 통로 시설                             |
| 2002년 | 3월 1일   | 제2대 김천식 교장 부임                               |
| 2002년 | 12월 2일  | 학생PC실 컴퓨터 제어 및 어학시스템설치               |
| 2003년 | 4월 14일  | 도서실 설치                                          |
| 2003년 | 12월 3일  | 교실 증축(5개 교실)                                  |
| 2005년 | 3월 2일   | 44학급 편성(남157, 여692 계 1488명), 입학식          |
| 2005년 | 5월 25일  | 도서관 개관                                          |
| 2006년 | 3월 1일   | 제3대 심상철 교장 부임                               |
| 2006년 | 3월 2일   | 43학급 편성(남:719명 여:646명 계:1365명)             |
| 2007년 | 5월 7일   | 과학실, 보건실, 보육교실 공사 완료                   |
| 2008년 | 1월 31일  | 운동장 인조잔디 및 우래탄 공사 완료                  |
| 2008년 | 2월 16일  | 제10회 졸업식(남127, 여121 계248명)                  |
| 2008년 | 3월 3일   | 37학급 편성(남607명, 여568 계1175명)                 |
| 2008년 | 12월 29일 | 교내 CCTV 8곳 설치                                   |
| 2009년 | 2월 13일  | 제11회 졸업식 2979명(남 111, 여 113 계224명)         |
| 2009년 | 3월 2일   | 39학급 편성(남523, 여 493 계 1016명)                 |
| 2010년 | 2월 11일  | 제12회 졸업식 3208명(남137, 여92 계229)              |
| 2010년 | 3월 1일   | 제4대 김동철 교장 부임                               |
| 2010년 | 3월 2일   | 37학급 편성, 입학식                                  |
| 2011년 | 2월 15일  | 제13회 졸업식 3408명(남110, 여90 계 200명 )          |
| 2011년 | 3월 2일   | 35학급 편성, 입학식                                  |
| 2012년 | 2월 14일  | 제14회 졸업식 3636명(남 115, 여 113 계 228명)        |
| 2012년 | 3월 2일   | 33학급 편성, 입학식                                  |
| 2013년 | 2월 14일  | 제15회 졸업식 3813명(남 87, 여 90 계177명)           |
| 2013년 | 3월 1일   | 제5대 정기성 교장 부임                               |
| 2013년 | 3월 4일   | 32학급 편성, 입학식                                  |
| 2013년 | 10월 16일 | 출입통제실 구축, CCTV 추가 설치(200만 화소)          |
| 2014년 | 2월 14일  | 제16회 졸업장 수여식 3967명 (남85, 여69 계154명)     |
| 2014년 | 3월 3일   | 32학급 편성, 입학식                                  |
| 2014년 | 6월 5일   | CCTV 전면 교체(200만 화소)                           |
| 2015년 | 2월 13일  | 제17회 졸업식 4098명 (남 66, 여65 계131명)           |
| 2015년 | 3월 2일   | 34학급 편성, 입학식                                  |
| 2015년 | 7월 21일  | 운동장 개선 공사                                     |
| 2016년 | 2월 12일  | 제18회 졸업식(남76, 여74, 계150명)                   |
| 2016년 | 3월 2일   | 34학급 편성, 입학식                                  |
| 2016년 | 7월 21일  | 인천 융합통신 회선 설치                              |
| 2016년 | 12월 31일 | 운동장 우레탄시설 개보수 공사                        |
| 2017년 | 2월 10일  | 제19회 졸업식(남69, 여61, 계130명)                   |
| 2017년 | 3월 1일   | 제6대 오장석 교장 부임                               |
| 2017년 | 3월 2일   | 35학급 편성, 입학식                                  |

## 참고 자료
- 인천신대초등학교 - 한국교육학술정보원 학교알리미